# Oleksin (powiat siedlecki)
Oleksin – wieś w Polsce położona w województwie mazowieckim, w powiecie siedleckim, w gminie Kotuń. Ma status sołectwa. Przez wieś przepływa rzeka Kostrzyń.
| SIMC    | Nazwa  | Rodzaj    |
| ------- | ------ | --------- |
| 0676789 | Grzędy | część wsi |

Założona jako miasto w 1557, za zgodą Zygmunta Augusta, przez Stanisława, Jana i Mikołaja synów Aleksego Bojemskiego.
W latach 1975–1998 miejscowość należała administracyjnie do województwa siedleckiego.
Leży pobliżu linii kolejowej nr 2 Warszawa – Terespol w odległości ok. 1,5 lm od przystanku Sosnowe.
Miejscowość jest siedzibą rzymskokatolickiej parafii św. Aleksego należącej do dekanatu Grębków w diecezji siedleckiej. Na cmentarzu znajduje się grobowiec malarza Januarego Suchodolskiego.